# Jeffrey Palmer
Jeffrey Donald Palmer (29 november 1955) is een Amerikaanse botanicus.
In 1977 behaalde hij zijn B.A. aan Swarthmore College. In 1981 behaalde hij een Ph.D. aan de Stanford University. Van 1981 tot 1983 was hij als postdoc actief aan het Carnegie Institution of Washington. In 1983 en 1984 werkte hij als postdoc bij de Duke University en de National Institutes of Health.
Van 1984 tot 1988 was hij assistant professor aan de University of Michigan. In 1988 en 1989 was hij hier associate professor. Van 1989 tot 1992 had hij deze functie bij de Indiana University in Bloomington. Vanaf 1996 is hij hier hoogleraar. 
Palmer houdt zich bezig met onderzoek bij planten naar horizontale genoverdracht, de evolutie van mitochondriale genomen en RNA-editing, de intracellulaire transfer van mitochondriaal DNA naar de celkern, de evolutie van mutatiesnelheden en moleculaire fylogenie. Plantengroepen waarin hij gespecialiseerd is, betreffen Amborellaceae, Poaceae, Fabaceae, Geraniaceae en Plantaginaceae. 
Palmer is lid van diverse organisaties, waaronder de National Academy of Sciences (in 2000 gekozen als lid), de American Academy of Arts and Sciences (gekozen als fellow in 1999), de American Society of Plant Taxonomists en de Botanical Society of America. 
Palmer heeft meer dan 190 publicaties op zijn naam in tijdschriften als American Journal of Botany, Annals of the Missouri Botanical Garden, Nature, Nordic Journal of Botany, Proceedings of the National Academy of Sciences, Science en Systematic Botany. Volgens ISIHighlyCited.com behoort hij tot de meest geciteerde wetenschappers op het gebied van de plant- en dierkunde. 